# Olympische Sommerspiele 2004/Teilnehmer (Pakistan)
| Gelbes Symbol für Goldmedaillen mit stilisierten Olympischen Ringen | Graues Symbol für Silbermedaillen mit stilisierten Olympischen Ringen | Braundes Symbol für Bronzemedaillen mit stilisierten Olympischen Ringen |
| ------------------------------------------------------------------- | --------------------------------------------------------------------- | ----------------------------------------------------------------------- |
| —                                                                   | —                                                                     | —                                                                       |

Pakistan nahm an den Olympischen Sommerspielen 2004 in Athen, Griechenland, mit einer Delegation von 26 Sportlern (24 Männer und zwei Frauen) teil.

## Teilnehmer nach Sportarten

### Boxen
- Mehrullah Lassi
Bantamgewicht: 9. Platz

- Sohail Ahmed
Federgewicht: 17. Platz

- Syed Asghar Ali Shah
Leichtgewicht: 9. Platz

- Faisal Karim
Halbweltergewicht: 17. Platz

- Ahmed Ali Khan
Mittelgewicht: 9. Platz

### Hockey
- Herrenteam
5. Platz

- Kader
Ahmed Alam
Kashif Jawwad
Muhammad Nadeem
Ghazanfar Ali
Adnan Maqsood
Waseem Ahmed
Dilawar Hussain
Rehan Butt
Sohail Abbas
Ali Raza
Shabbir Muhammad
Salman Akbar
Zeeshan Ashraf
Mudassar Ali Khan
Shakeel Abbasi
Tariq Aziz

### Leichtathletik
- Muhammad Sajid Ahmad
400 Meter: Vorläufe

- Sumaira Zahoor
Frauen, 1500 Meter: Vorläufe

### Schießen
- Khurram Inam
Skeet: 37. Platz

### Schwimmen
- Mumtaz Ahmed
100 Meter Freistil: 68. Platz

- Rubab Raza
Frauen, 50 Meter Freistil: 59. Platz